# Wadsworth, New York
Wadsworth är en ort i Livingston County i delstaten New York, USA.